# أسعد الشيباني
أسعد حسن الشيباني (مواليد 1987 في أبو رأسين، الحسكة) سياسي سوري يشغل منصب وزير الخارجية والمغتربين في حكومتي محمد البشير وأحمد الشرع منذ 21 كانون الأول 2024، وذلك بعد سقوط نظام الأسد.

## الحياة المبكرة والتعليم
ينتمي الشيباني إلى عائلة عربية من قبيلة بنو شيبان، وتعود أصوله إلى ريف محافظة الحسكة.
انتقل مع عائلته للإقامة في دمشق وتخرج من جامعة دمشق عام 2009 حاصلاً على شهادة في اللغة الإنجليزية وآدابها من كلية الآداب والعلوم الإنسانية.
حصل على درجة الماجستير في العلوم السياسية والعلاقات الدولية من جامعة إسطنبول صباح الدين زعيم عام 2022، وهو حاليًا في مرحلة استكمال درجة الدكتوراه في نفس المجال. كما يكمل حالياً المرحلة النهائية من برنامج الماجستير إدارة الأعمال من إحدى الجامعة الأمريكية.

## العمل خلال الثورة السورية
استخدم الشيباني عدة أسماء مستعارة، منها "نسيم"، "أبو عائشة"، "أبو عمار الشامي"، "حسام الشافعي"، والأكثر شهرة "زيد العطار". قبل توليه منصبه الحالي، ساهم في تأسيس حكومة الإنقاذ السورية وأنشأ إدارة الشؤون السياسية فيها وشغل منصب رئيسها، حيث تعامل مع ممثلين عن الأمم المتحدة، ومنظمات دولية كبرى، ومسؤولين دبلوماسيين.

## وزارة الخارجية وشؤون المغتربين
في 21 ديسمبر 2024، عين الشيباني وزيرًا للخارجية وشؤون المغتربين في الحكومة السورية المؤقتة التي تشكلت بعد سقوط نظام الأسد.
بدأ فورًا في تشكيل السياسة الخارجية والعلاقات الدبلوماسية للحكومة الجديدة، التي تبنت نهجًا مختلفًا عن النظام البعثي السابق. شارك في اجتماعات دولية كانت الحكومة السابقة محرومة من حضورها بسبب العزلة الدبلوماسية الناتجة عن الحرب الأهلية السورية، والتي كانت نتيجة القمع العنيف للنظام البعثي ضد ثورة 2011 في سوريا.
أجرى الشيباني زيارات دبلوماسية إلى عدة دول، منها دول الخليج، وكان أبرزها تركيا التي قطعت معها العلاقات لمدة تقارب 14 عامًا. كما زار مقر منظمة حظر الأسلحة الكيميائية، حيث تعهد بأن الحكومة السورية ستعمل على تدمير أي مخزون متبقٍ من الأسلحة الكيميائية في البلاد.
شارك أيضًا في منتديات دولية مهمة مثل اجتماعات الرياض 2025 حول سوريا، والمنتدى الاقتصادي العالمي 2025 في دافوس، ومؤتمر ميونيخ للأمن 2025. ولا يزال يعمل على إعادة بناء العلاقات مع الشركاء الغربيين والدوليين، مع استمرار الدعوة إلى رفع العقوبات المفروضة على سوريا.
في 29 مارس 2025، تم تشكيل حكومة انتقالية احتفظ فيها الشيباني بمنصبه.
في 10 أبريل 2025، زار وزير الخارجية الكوري الجنوبي جو تاي-يول دمشق والتقى بالشيباني. وخلال الاجتماع، وقع الطرفان اتفاقًا رسميًا لتأسيس العلاقات الدبلوماسية، تضمن خططًا لافتتاح سفارات وتبادل البعثات الدبلوماسية. وجعل هذا الاتفاق كوريا الجنوبية آخر دولة كبرى - باستثناء كوريا الشمالية - تقيم علاقات دبلوماسية رسمية مع سوريا.
في 15 مايو 2025، عقد الشيباني اجتماعًا مع وزير الخارجية الأمريكي ماركو روبيو في أنطاليا بتركيا. جاء اللقاء بعد يومين من إعلان الرئيس الأمريكي دونالد ترامب قراره رفع العقوبات عن سوريا وبدء تطبيع العلاقات الثنائية.